# Schulwandkarte

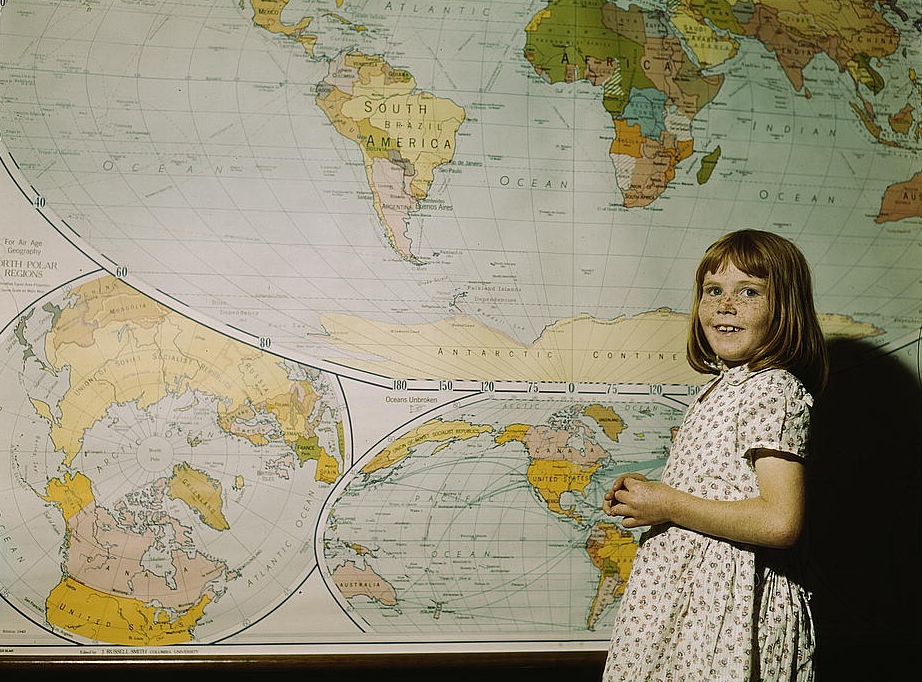
Mädchen vor einer Schulwandkarte

Die Schulwandkarte ist eine Landkarte für den Klassenunterricht in Schulklassen. Ihre Hauptaufgabe ist, allen Schülern einer Klasse die unmittelbare gemeinsame Betrachtung eines thematisch behandelten geografischen (oder von der Geografie beeinflussten) Gegenstandes zu ermöglichen.

## Ausführung

### Materielle Basis
Die Karten sind in entsprechendem Format Planokarten auf festem Papier oder kaschiertem Gewebe mit Versteifungs- und Aufhängevorrichtungen und meist aufrollbar ausgeführt. Sie sind in den meisten Fällen nicht einfache Vergrößerungen von Atlaskarten, vielmehr eher gesonderte Anfertigungen. Zur besseren Orientierung haben sie meist den gleichen Blattschnitt und grafische Gestaltungen wie entsprechend maßstabskleinere Schülerhand- oder Schulatlaskarten, was besonders für die unteren Jahrgangsstufen (Klassen 2–5) wichtig ist.

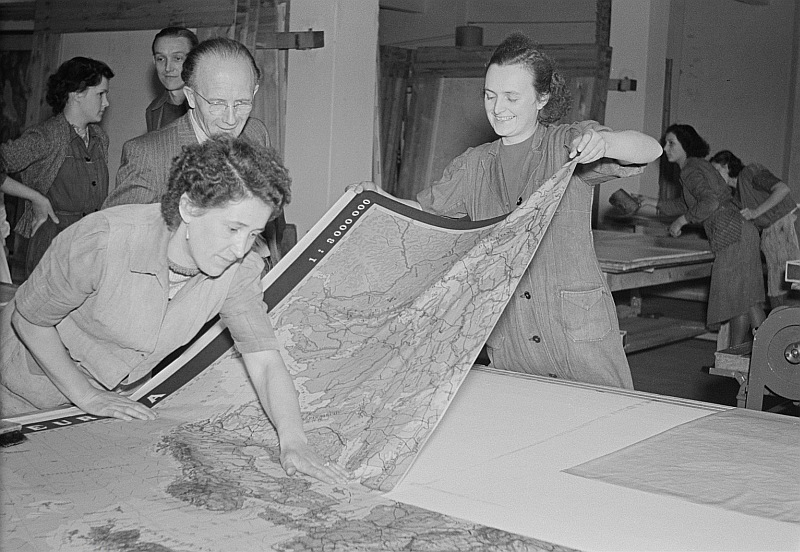
Aufbringen eines Kartenteils auf das Trägermaterial
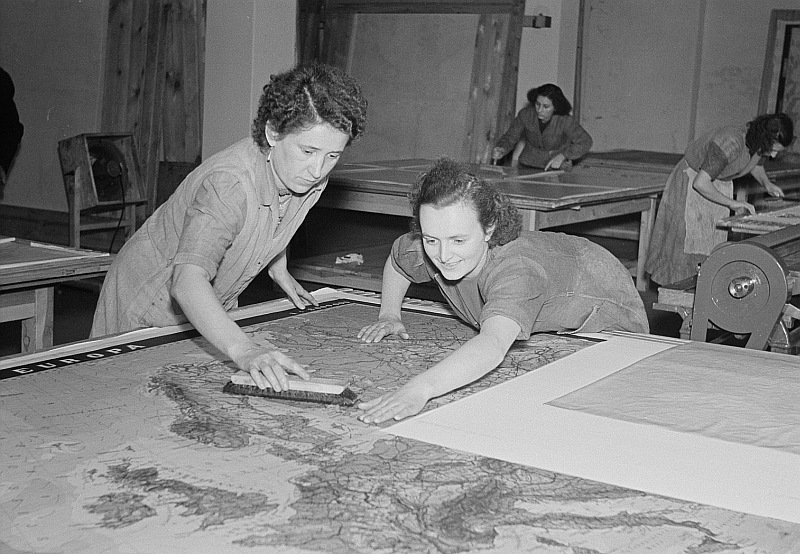
Feststreichen des Kartenteils
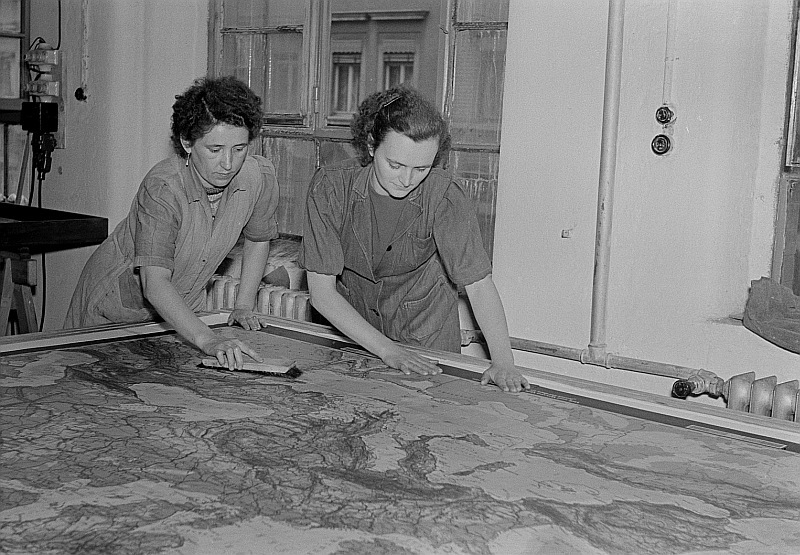
Alle Teile zusammengebracht

### Formate
Es lassen sich drei Größengruppen von Schulwandkarten unterscheiden:
- Kleinformatige Wandkarten bis ca. 1,0 m²
- Mittelformatige Wandkarten ca. 1,0 bis 3,0 m²
- Großformatige Wandkarten über ca. 3,0 m².

Klein- bis mittelformatige Karten werden neben einfachen Wandhaken oft an Kartenständern oder Kartenbühnen mit Gleitschienen befestigt.
Von der visuellen Erkennbarkeit und der Handhabung im frontalen Schulunterricht eignen sich am besten mittelformatige Wandkarten.
Großformatige Wandkarten – besonders solche mit „Überlängen“ (Höhen von ca. 2,0 m und mehr) – sind für den Schulunterricht vornehmlich als dauerhaft präsente Materialien nutzbar. Sie werden oft an Seitenwänden aufgehängt. Sie sind auch prädestiniert für den Hochschulunterricht in großen Hörsälen mit ansteigendem Gestühl. „Überbreiten“ (Breiten von ca. 2,0 m und mehr) sind aus Sicherheitsgründen für die Schule nicht empfehlenswert.
In der Schulkartografie der DDR galten seit Mitte der siebziger Jahre für jede Wandkartenneuentwicklung Grenzwerte des Formats:
- 2,00 m Breite
- 1,75 m Höhe (Länge).

Dieser Formatbegrenzung waren Maßstabswahl und Blattschnitt untergeordnet.

## Anwendung

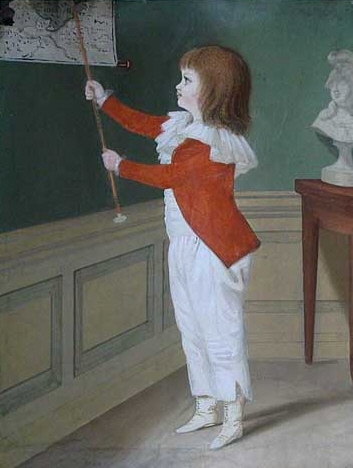
Ein Junge deutet mit einem Zeigestock auf eine Wandkarte (Gemälde von J. F. L. Reinhold, um 1800)

Die Wandkarte dient als Unterrichtsmedium vor allem im Frontalunterricht, didaktisch-methodisch der Konzentration und Steuerung des Unterrichts, dem Vormachen von Arbeitstechniken (z. B. kartometrische Übungen, Profilanfertigung) und ermöglicht unter Führung der Lehrkraft die zielgerichtete Aufmerksamkeit aller Schüler.
Wie wohl kaum ein anderes Medium hat die Wandkarte den Erdkundeunterricht, sowie auch die Fächer Geschichte, Politik und den Religionsunterricht geprägt.
Das räumliche Vorstellungsbild der Welt wurde und wird maßgeblich auch durch Schulwandkarten geprägt. Spätestens der Schulabgänger denkt bei geografischen Orientierungen „in Karten“, fährt als Tourist beispielsweise nach Dänemark „hoch“ oder nach Sizilien „hinunter“.
In den vergangenen Jahrzehnten bekamen Schulwandkarten Konkurrenz durch Kartenangebote in Form von Transparentfolienmappen zur Nutzung auf Overheadprojektoren/Tageslichtprojektoren. Insbesondere die Overlaytechnik ermöglichte neue methodische Varianten (auch für einen Arbeitsunterricht). Heute werden Schulwandkarten im Unterricht zunehmend auch durch digitale Atlasprodukte der anbietenden Verlage in Kombination mit Interaktiven Whiteboards konkurriert und ersetzt.

## Geschichte
Auf Grund der vielseitigen Einsetzbarkeit und der günstigen Anschaffungskosten waren vermutlich Wandkarten die ältesten Schulkarten (eine Karte für alle Schüler im Klassenunterricht). Schon in den Lateinschulen des 16. Jahrhunderts sollen Wandkarten als Hilfsmittel des Unterrichts (vor allem zur religiösen Unterweisung) sporadisch eingesetzt worden sein. Die ersten Schulwandkarten wurden offiziell erst im 18. Jahrhundert entwickelt. In der ersten Hälfte des 19. Jahrhunderts gab es allein über Deutschland ca. 25 Titel bzw. Ausgaben, die als „Schulwandkarten“ oder als „Wandkarten für die Schule“ in Angebotslisten ausgewiesen wurden.
Für den Verlag Justus Perthes Geographische Anstalt Gotha begann mit der vom Offizier und Geographielehrer Emil von Sydow erschienenen mehrfarbigen Wandkarte „Asia“ im Jahre 1838 eine neue Ära. Diese Wandkarte war das Entree seines aus mehreren Titeln bestehenden „Methodischen Wandatlasses“. Von Sydow, der als Begründer der methodischen Schulkartographie in Deutschland angesehen wird, führte hier das „Prinzip der Regionalfarben“, das „Prinzip der methodischen Vereinfachung“ und das „Prinzip der Erhöhung der Fernwirkung von Wandkarten“ ein. Als Überarbeitung des von Sydow'schen Wandkartenwerkes wurde 1896 der „Sydow-Habenicht Methodischer Wandatlas“ im Gothaer Verlagshaus herausgebracht. In der Folgezeit wurden v. Sydows Gestaltungsprinzipien vor allem durch den Geographen und Kartographen Hermann Haack verfeinert und erweitert (Großer Geographischer Wandatlas – 1907; Großer Historischer Wandatlas – 1917; u. a.), sowie nach der Enteignung des Gothaer Verlages auch durch Werner Painke, Schüler von Hermann Haack, im umfangreichen, gänzlich neuen Wandkartenprogramm zur Geographie und Geschichte in 'Justus Perthes Geographischer Verlagsanstalt Darmstadt' (1953 bis 1994).

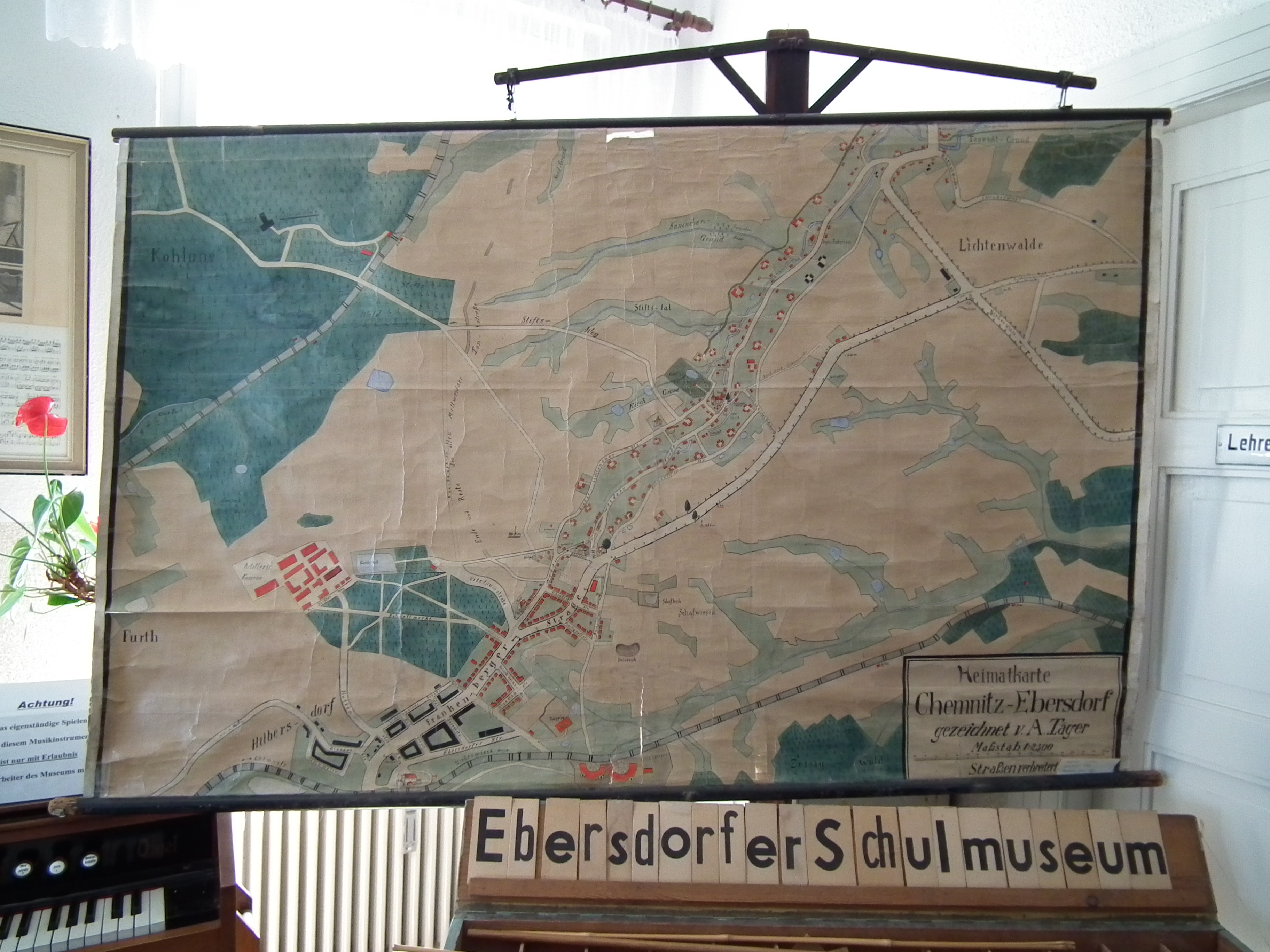
Handgezeichnete Schulwandkarte von Chemnitz-Ebersdorf im dortigen Schulmuseum
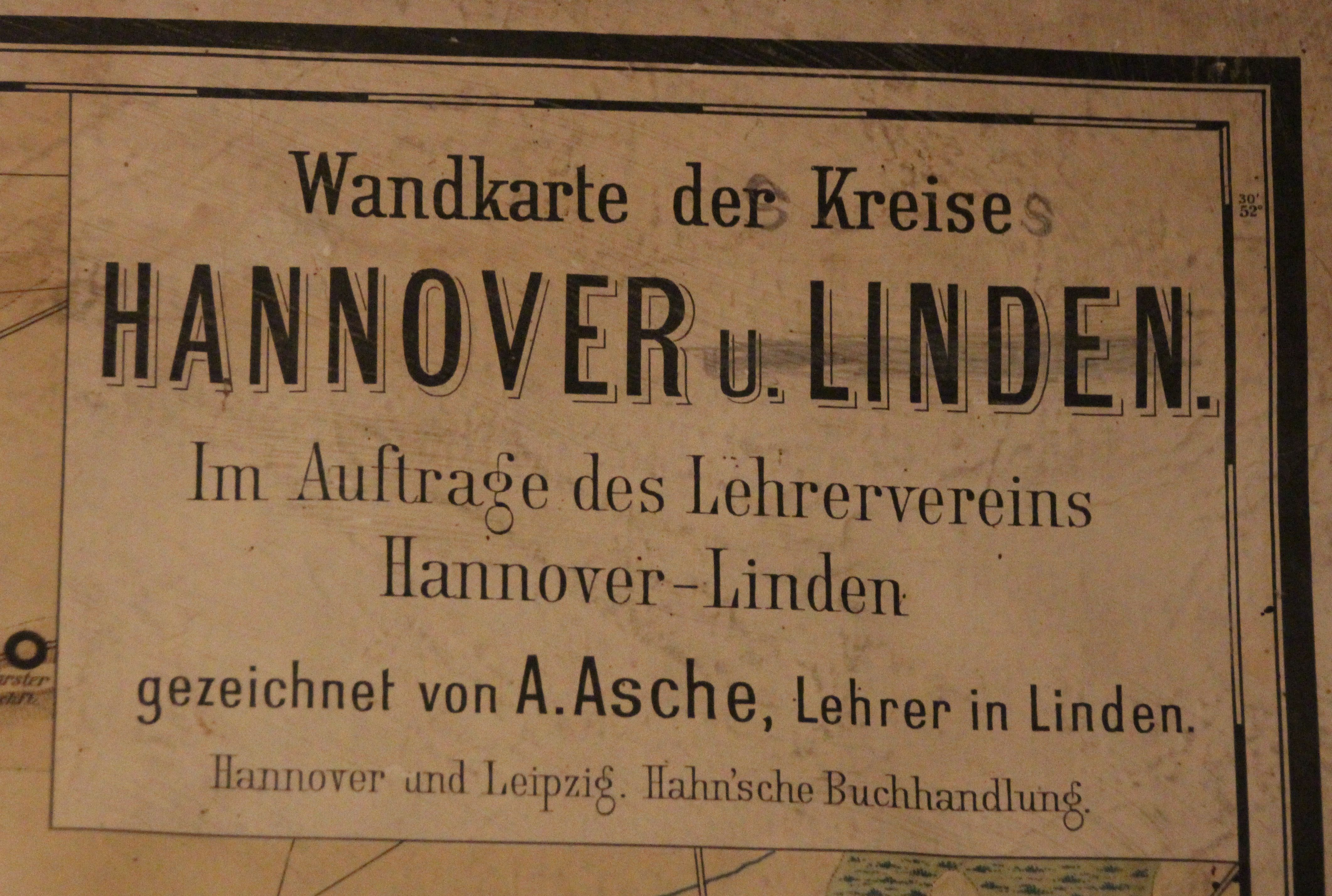
Schulwandkarte aus der Zeit vor dem Ersten Weltkrieg.
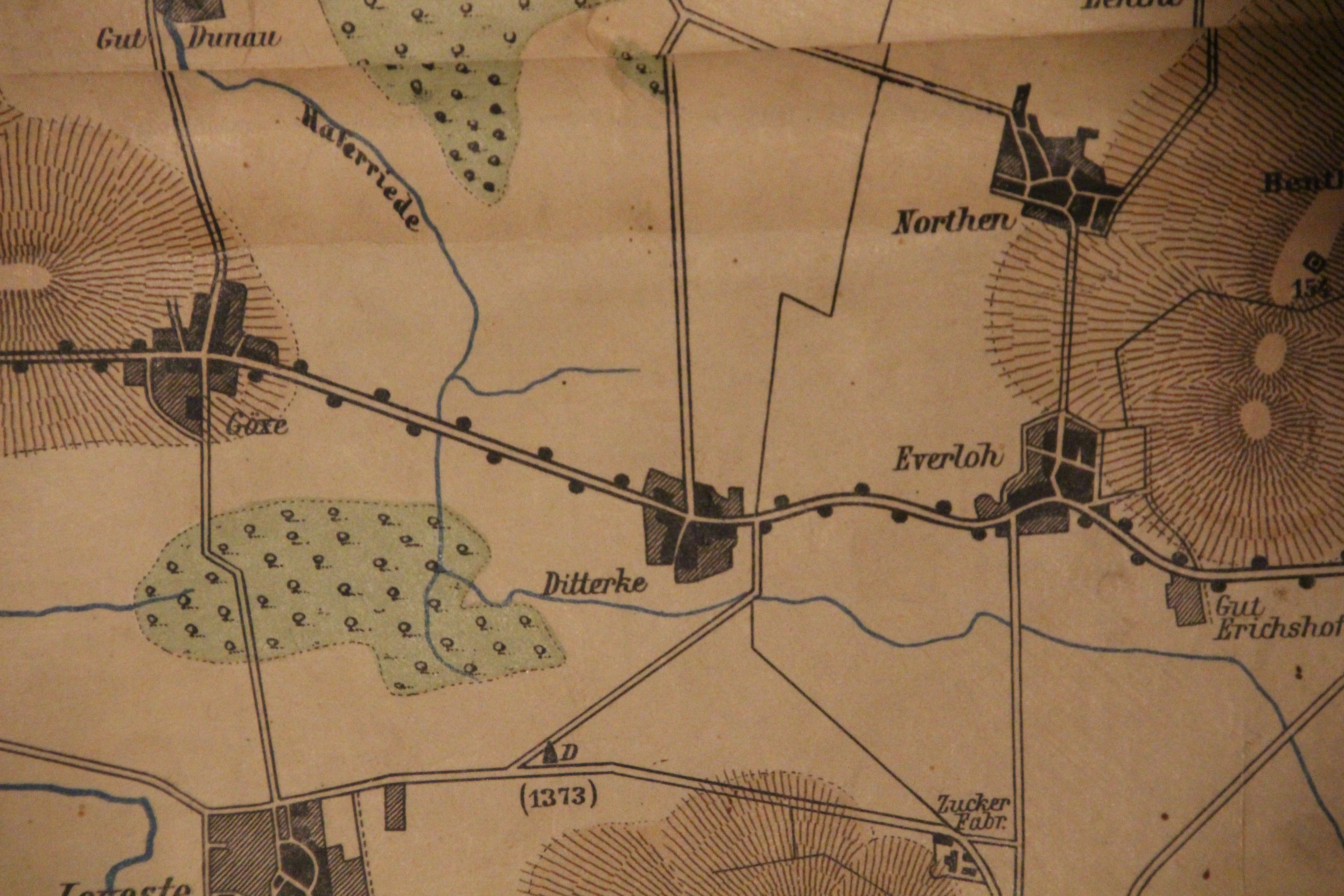
Details einer Kreiskarte (Hannover und Linden)
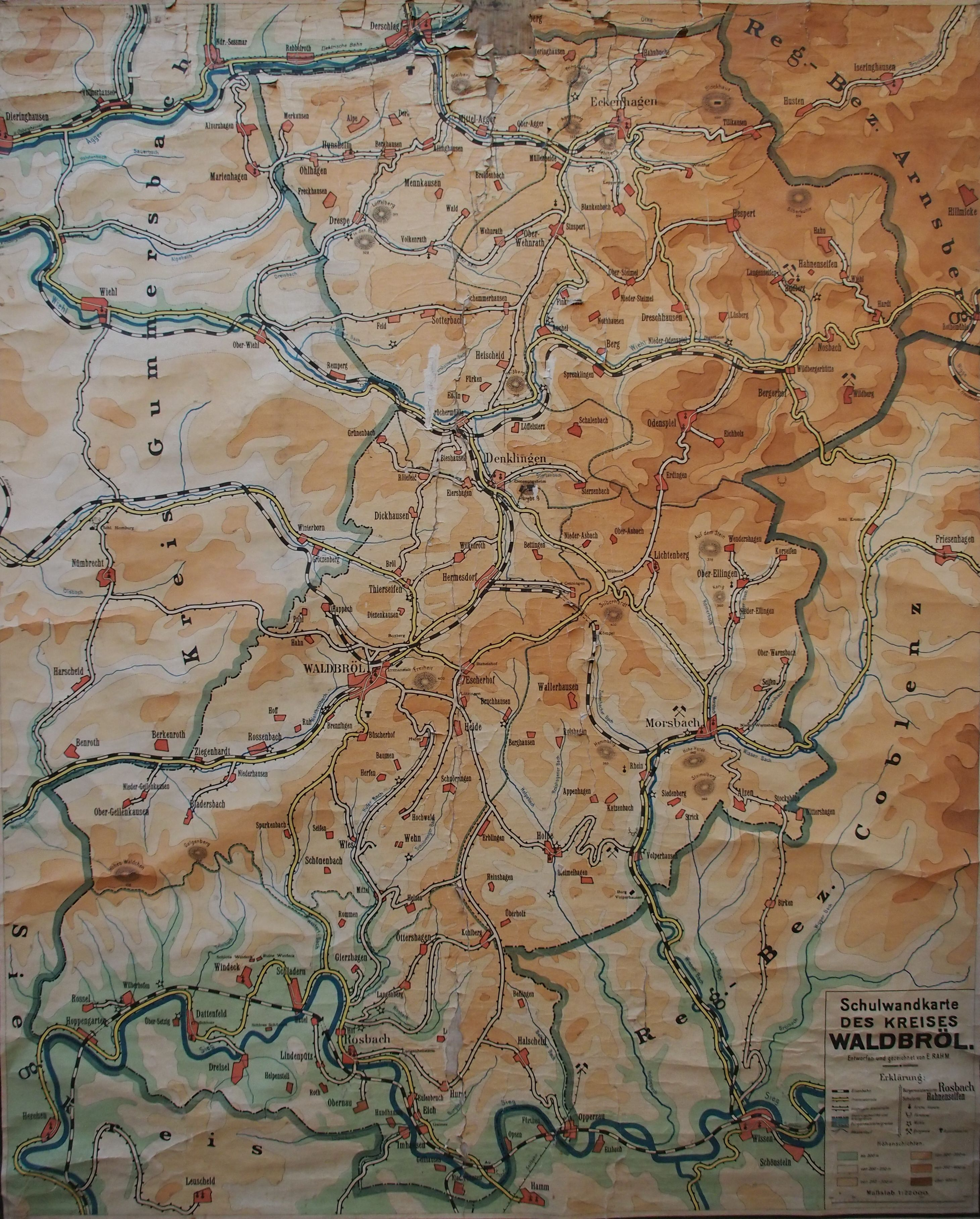
Schulwandkarte vom Kreis Waldbröl aus den 1960er Jahren

Beim Verlag Georg Westermann/Braunschweig erschienen im Jahre 1903 die ersten, von dem Pädagogen und Schulgeographen Carl Diercke bearbeiteten Wandkarten mit den Titeln „Provinz Brandenburg“ und „Palästina“. Später wurden dann variationsreiche regionale und thematische Wandkartenprogramme entwickelt.
Beide produzierenden Buch- und Kartenverlage, die auch die ersten deutschen allgemeinbildenden Schulatlanten in der Mitte des 19. Jahrhunderts herausbrachten und deren schulkartographischen Erzeugnisse mit ihren inhaltlichen, graphischen und publikativen Varianten in der Folgezeit das Profil der Verlagsanstalten weitgehend bestimmten, können als weltbekannte „Königshäuser der deutschen Schulkartographie“ bezeichnet werden. Im unterschiedlichen Licht erscheinen jedoch bei älteren Insidern die beiden Verlage: Justus Perthes in Gotha und Darmstadt sowie der VEB Haack Gotha (1953–1991) sind vor allem durch ihre Wandkarten bekannt geworden; Westermann durch die Schulatlanten, hauptsächlich durch den über hundertmal bearbeitet aufgelegten Weltatlas „Diercke“ und durch die Spielarten anderer Atlanten. Alle diese Verlage, die Gothaer Geographisch-Kartographische Anstalt Justus Perthes, Justus Perthes Geographische Verlagsanstalt Darmstadt, der VEB Haack Gotha und die vorwiegend geographisch orientierte Firma Westermann in Braunschweig, hatten auch für die "Rückseite der Schulkartographie", für das Fach Geschichte, im Wandkarten- und z. T. auch im Atlassortiment etwas übrig.

## Kartenformen

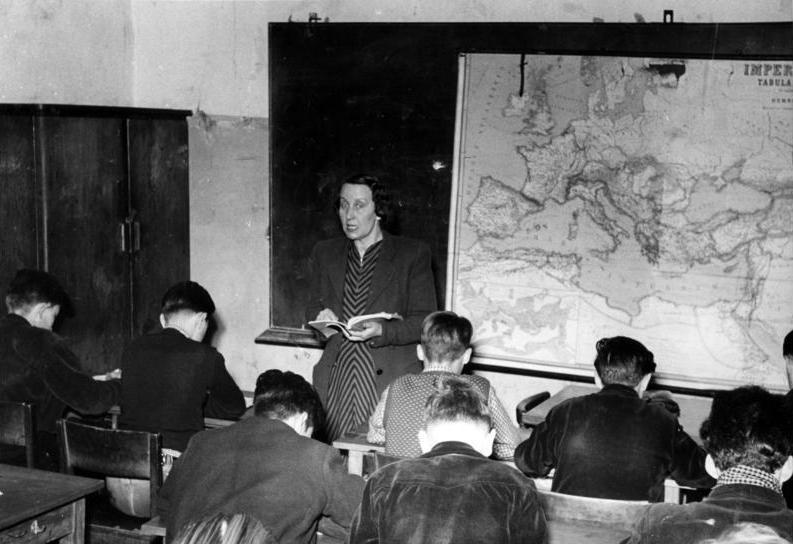
Einsatz einer Schulwandkarte im Gymnasium

Schulwandkarten können als Einzelkarte angelegt sein. Als Wandatlanten werden mitunter Serien von Wandkarten bezeichnet. Es können zwei Grundformen unterschieden werden:
1. Gleicher Kartentyp mit einheitlichem Duktus für verschiedene Regionen, wie beispielsweise der „Geographische Wandatlas“ von Hermann Haack, der eine Serie von allgemein-geografischen (physischen) Karten unterschiedlicher Regionen und Maßstäbe repräsentiert. Diese Grundform ist heute auch im thematischen Bereich sehr verbreitet.
2. Gleiche Region im thematischen Kartensatz, wie es heute im unterschiedlichen Umfang praktiziert wird.

Ein Teil der heutigen (2009) klein- und mittelformatigen Wandkartentitel (0,5–3,0 m²) der kartografisch tätigen Schulbuchverlage sind Einblatt-Wandkarten. Sehr hoch ist der Anteil von kleinformatigen Einblatt-Darstellungen bei den (meist durch Folienkaschierung beschreib- und abwischbaren, mit oder ohne Leinwandverstärkung versehenen) Posterkarten; hier dominiert das Format 70 × 100 cm.
Einblatt-Wandkarten mit/ohne Gestänge werden meist als Posterkarten bezeichnet. Die Posterkarten haben den Vorteil der „Langzeiteinwirkung“ auf die Schüler, indem sie beispielsweise an einer Wandleiste des Fachraumes bzw. des Klassenzimmers befestigt werden und von den Schülern in Nahbetrachtung informativ erschlossen werden können.
Immer mehr behaupten sich heute stumme Karten und abwaschbare Umrisskarten, ergänzt durch Transparentfolienkarten, für frontale topografische Übungen.
Die „Beamer“-Technik ermöglicht inzwischen auf der Grundlage digitaler Speichermedien eine kurzfristige Präsentation von Karten ohne das stoffliche Flächenmaterial.
Nach dem Beispiel der im Jahre 1969 in erster Auflage erschienenen Schulwandkarte „Bezirk Potsdam – Oberflächengestalt“ (1 : 200.000) im Umfang von 1 Kartensektion, in Auswertung der Erfahrungen des VEB H. Haack/Gotha mit kleinformatigen Wandkarten für einige Entwicklungsländer und im Zusammenhang mit der Bearbeitung einer vierteiligen  Posterkartenserie „RGW“ wurden in der DDR für das umfangreiche Kreiskartenwerk sowie für das Bezirkskartenwerk im Zeitraum 1976–1989 allgemein-geografische Einblatt-Wandkarten (EWK) entwickelt, die nur eine Sektion/ein Druckblatt (Maximalformat 0,95 m × 1,25 m) umfassten und auf Hekosyn, ein relativ reißfestes Spezialkartenpapier, gedruckt wurden.

## Kartentypen

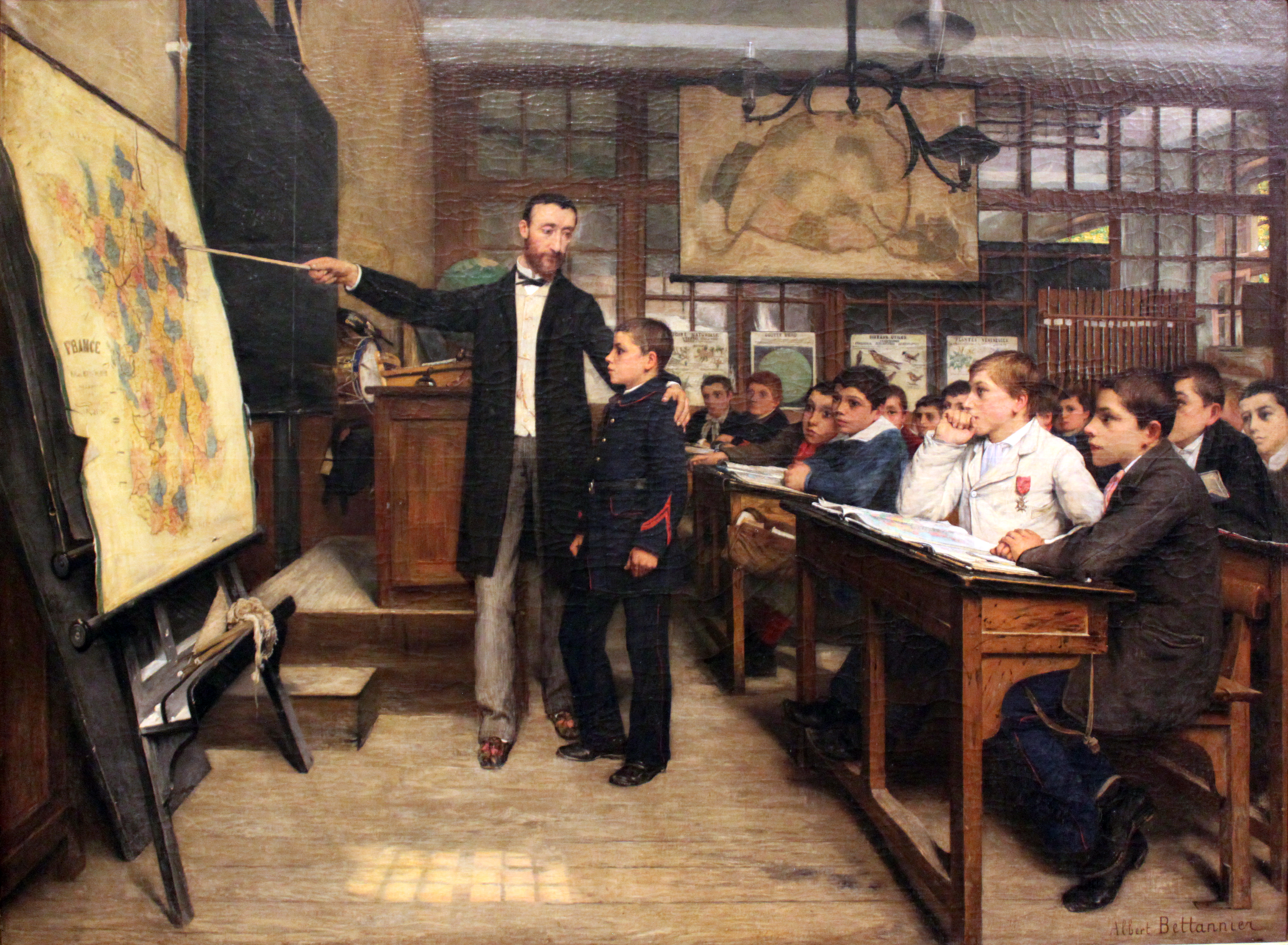
Schulwandkarte von Frankreich (Gemälde von 1887)

Der vorherrschende Kartentyp unter den Schulwandkarten und im schulpraktischen Einsatz ist die allgemein-geografische Karte (physische Karte), die nicht nur im Geografieunterricht als topografische Grundkarte dient. Das thematische Titelsortiment ist heute als frontales kartografisches Medium sehr vielseitig (z. B. physisch-geografische Karten, Wirtschaftskarten, Geschichtskarten).
Die Schulwandkarten können einseitig (wie bei großformatigen, z. B. auf Leinen aufgezogenen Karten) oder auch doppelseitig (wie bei kleinformatigen Karten; beispielsweise Vorderseite: Allgemein-geographische Karte; Rückseite: Wirtschaftskarte, Satellitenbildkarte oder beschreib- und abwaschbare Umrisskarte) bedruckt sein. Die doppelseitig bedruckten kleinformatigen (ca. 1 Quadratmeter umfassenden) Wandkarten werden mitunter auch als „Duokarten“ bezeichnet, die meist beiderseitig eine beschreib- und abwischbare Folienkaschierung und damit gleichzeitig eine bessere Stabilität besitzen.
Sowohl Wandkarten als auch vor allem Posterkarten weisen heutzutage mitunter auch die Kombination von Karte und Realaufnahmen auf, beispielsweise eine Landschaftskarte der Erde. Auch Kombinationen anderer Art (z. B. Hauptkarte – Nebenkarte, oder Karte mit anderen grafischen Darstellungen kombiniert) sind vertreten.

## Anbieter
In Deutschland waren und sind in der Schulwandkarten-Produktion führend die Verlage von
- Karl Wenschow (21. Oktober 1884 in Benneckenstein; † 24. Juli 1947 in München)
- Justus Perthes (Gotha, 1785–1952, nach der Enteignung 1953 Neugründung in Darmstadt)[1]
- VEB Hermann Haack als Weiterführung des enteigneten Verlages Justus Perthes in der DDR ab 1952[1]
- Klett-Perthes, Teil der Klett-Gruppe durch Übernahme des reprivatisierten VEB Hermann Haack Gotha und des Justus Perthes Verlags in Darmstadt 1992[1]
- Georg Westermann in Braunschweig
- Stiefel Verlag in Ingolstadt